# Politica della Grecia
La politica della Grecia è imperniata attorno alle istituzioni della repubblica parlamentare che dal 1975 costituisce la forma di governo dello Stato ellenico.

## Partiti
Dal ripristino della democrazia, seguito alla caduta del regime dei colonnelli e al referendum istituzionale del 1974 con il quale venne formalmente abrogata la monarchia, la Grecia ha avuto un sistema prevalentemente bipartitico, dominato dal partito liberal-conservatore Nuova Democrazia (ND) e dal social-democratico PASOK. Gli altri partiti, pur presenti in Parlamento, hanno giocato ruoli secondari nel panorama politico ellenico, accedendo sporadicamente al governo, in alleanza con uno o entrambi i due partiti maggiori.
La sinistra è rappresentata dal Partito Comunista di Grecia, dal SYRIZA e dalla DIMAR. La destra, all'infuori della Nuova Democrazia (ND), è rappresentata dai Greci Indipendenti, un partito di destra anti-austerità. Fino all'ottobre del 2020 esisteva anche un partito di estrema destra, Alba Dorata, una formazione accusata di essere neonazista, di orientamento nazionalista, metaxista e autonomista, bandita poiché riconosciuta come organizzazione criminale.
| Partiti                                  | '74 | '77 | '81 | '85 | '89 (I) | '89 (II) | '90 | '93 | '96 | '00 | '04 | '07 | '09 | '12 (I) | '12 (II) | '15 (I) | '15 (II) | '19 | '23 (I) | '23 (II) |
| Nuova Democrazia (ND)                    | X   | X   |     |     | X       | X        | X   |     |     |     | X   | X   |     | X       | X        |         |          | X   |         | X        |
| Movimento Socialista Panellenico (PASOK) |     |     | X   | X   |         | X        |     | X   | X   | X   |     |     | X   |         |          |         |          |     |         |          |
| Partito Comunista di Grecia (KKE)        |     |     |     |     | X       | X        |     |     |     |     |     |     |     |         |          |         |          |     |         |          |
| Synaspismos                              |     |     |     |     | X       | X        |     |     |     |     |     |     |     |         |          | X       | X        |     |         |          |

## Parlamento
Il Parlamento Ellenico (Βουλή των Ελλήνων, letteralmente 'Consiglio dei greci') è un'istituzione monocamerale costituita da 300 deputati eletti a suffragio universale tra tutti i cittadini che abbiano compiuto 18 anni. Dal 2001 la Costituzione prevede il voto dei cittadini greci residenti all'estero, ma tale provvedimento non è stato recepito dalla legge elettorale. Sono eleggibili i cittadini greci che hanno compiuto 25 anni alla data delle elezioni.
Il Parlamento resta in carica per quattro anni, salvo scioglimento anticipato.

### Sistema elettorale
Il sistema elettorale, modificato nel 2020, è un proporzionale rafforzato da un premio di maggioranza progressivo, con una soglia di sbarramento fissata al 3% ed è calcolata per tutti i partiti a livello nazionale. È applicato dalle elezioni del giugno 2023.
Il Paese è suddiviso in 56 circoscrizioni elettorali, di norma coincidenti con i confini delle prefetture: solo le prefetture più popolose, come quella di Atene, sono suddivise in più circoscrizioni.
Le circoscrizioni elettorali eleggono un numero di deputati in ragione della popolazione residente, secondo una suddivisione aggiornata ogni 10 anni: 48 circoscrizioni hanno più seggi, le otto restanti ne hanno uno solo, a causa dello spopolamento.
| "Marchio" della legge                           | Passata nel | Passata da                       | Applicata nelle elezioni del             | Percentuale di voti necessaria alla maggioranza assoluta in parlamento | Sbarramento |
| ----------------------------------------------- | ----------- | -------------------------------- | ---------------------------------------- | ---------------------------------------------------------------------- | ----------- |
| Proporzionale rinforzato                        | 1974        | Nuova Democrazia                 | '74, '77, '81, '85                       | 40%+                                                                   | no          |
| Proporzionale semplice                          | 1989        | Movimento Socialista Panellenico | '89(I), '89(II), '90                     | 47%+                                                                   | no          |
| Proporzionale rinforzato                        | 1990        | Nuova Democrazia                 | '93, '96, '00, '04                       | quasi in ogni caso                                                     | 3%          |
| Proporzionale rinforzato                        | 2004        | Nuova Democrazia                 | '07, '09                                 | 42%+                                                                   | 3%          |
| Proporzionale rinforzato                        | 2007        | Nuova Democrazia                 | '12 (I), '12 (II), '15 (I), '15 (II) '19 | 39%+                                                                   | 3%          |
| Proporzionale semplice                          | 2016        | Syriza                           | '23 (I)                                  | 47%+                                                                   | 3%          |
| Proporzionale rinforzato progressivo (corrente) | 2020        | Nuova Democrazia                 | '23 (II)                                 | 40%+                                                                   | 3%          |

### Voto
Il voto avviene di domenica, di norma dalle 7 alle 19. Sono ammessi ai seggi rappresentanti dei partiti, per monitorare la regolarità e la trasparenza del voto.
Gli elettori, oltre a contrassegnare una lista elettorale, possono esprimere una o più preferenze tra i candidati di quel partito. Il numero di preferenze dipende dal numero di parlamentari da eleggere in quella circoscrizione.
Il Tribunale Elettorale (Eklogodikeion) proclama gli eletti al Parlamento ed esamina gli eventuali ricorsi dei candidati. Lo stesso tribunale assegna i seggi rimasti vacanti assegnandoli al primo dei candidati non eletti in base alle preferenze.

## Presidente della Repubblica Ellenica

Stendardo presidenziale

Il Presidente della Repubblica Ellenica è eletto dal Parlamento e resta in carica cinque anni, per un massimo di due mandati. Per essere eletti occorre avere almeno 40 anni.
La maggioranza richiesta per eleggere il presidente è di 2/3 degli elettori (ossia 200 voti) per le prime due votazioni. Nella terza votazione sono necessari i voti del 60% dei deputati. Se neanche nella terza votazione si procede a eleggere il presidente, il presidente uscente scioglie il Parlamento e indice nuove elezioni entro 30 giorni. Il nuovo Parlamento procede quindi all'elezione del presidente: in questa fase è richiesta la maggioranza del 60% nel primo voto e la maggioranza assoluta (151 voti) nel secondo. Se non viene eletto, si procede quindi a un ballottaggio tra i due più votati nel turno precedente.

## Elezioni del Parlamento europeo
Dal 1984, prima legislatura successiva all'entrata del Paese nella Comunità economica europea, la Grecia elegge i propri rappresentanti al Parlamento europeo. L'elezione avviene ogni 5 anni con il sistema proporzionale. In queste elezioni il paese forma un'unica circoscrizione nazionale. I seggi, inizialmente 25 seggi sono stati ridotti a 24 dopo il 2004 a causa dell'ingresso nell'Unione Europea di nuovi Paesi.

## Elezioni locali
In Grecia si svolgono due tipi di elezioni amministrative, quelle provinciali e quelle comunali.
In seguito al programma Callicrate del 2010, nelle elezioni locali vengono eletti i governatori e i sindaci di 13 periferie e di 325 comuni, oltre ai consiglieri dei rispettivi consigli.
Vengono eletti governatori e sindaci i candidati la cui lista supera il 42% (dal 2006, in precedenza occorreva il 50%). Se nessun candidato supera questa percentuale, si ricorre a un secondo turno di ballottaggio tra i due candidati con maggior numero di voti.
Le prime elezioni a livello di prefetture si sono tenute nel 1994 (Legge 2218/1994). In precedenza i prefetti venivano nominati dal governo. Alla lista che appoggia il candidato vincente, alle elezioni comunali e delle periferie, vengono assegnati i 3/5 dei seggi nei rispettivi consigli.
Le elezioni comunali e delle periferie si tengono ogni quattro anni, tradizionalmente in ottobre. Le ultime si sono svolte il 18 maggio 2014.

## Referendum e plebisciti
L'attuale costituzione greca prevede due tipi di referendum:
- referendum su leggi già approvate.
- referendum su materie di "interesse nazionale".

Si è svolto solo un referendum, quello del 2015 per approvare o respingere gli accordi con la troika, in cui ha vinto il no agli accordi.
Dal 1920 al 1974 si sono tenuti 5 plebisciti, riguardanti la forma di governo, nello specifico l'abolizione o la continuazione della monarchia. Con l'ultimo plebiscito del 1974 è stata scelta definitivamente la forma di governo della repubblica parlamentare e di conseguenza l'abolizione della monarchia.
- Plebiscito greco del 1920
- Plebiscito greco del 1924
- Plebiscito greco del 1935
- Plebiscito greco del 1946
- Referendum greco del 1974